# Montreuil-sur-Epte
Montreuil-sur-Epte – miejscowość i gmina we Francji, w regionie Île-de-France, w departamencie Dolina Oise.
Według danych na rok 1990 gminę zamieszkiwało 299 osób, a gęstość zaludnienia wynosiła 42 osób/km² (wśród 1287 gmin regionu Île-de-France Montreuil-sur-Epte plasuje się na 926. miejscu pod względem liczby ludności, natomiast pod względem powierzchni na miejscu 544.).